# 勝田重太朗
勝田 重太朗（かつた じゅうたろう、1887年4月15日 - 1967年11月16日）は、日本の経営者。産業経済新聞社社長、信越放送社長を務めた。

## 来歴・人物
長野県長野市出身。1913年に日本大学法学部を卒業。
京城日報社、新愛知新聞社、中部日本新聞社などを経て、1950年1月に信濃毎日新聞社副社長に就任し、1951年に信越放送社長に就任。1955年2月に産業経済新聞東京本社社長に就任。
1961年に藍綬褒章を受章し、1965年11月に勲二等瑞宝章を受章。
1967年11月16日、心不全のために死去。80歳没。